# Joshua Miles
Joshua Miles (Baltimora, 4 gennaio 1996) è un giocatore di football americano statunitense che milita nel ruolo di offensive tackle per i New York Giants della National Football League (NFL).

## Carriera

### Arizona Cardinals
Miles fu scelto nel corso del settimo giro (248º assoluto) del Draft NFL 2019 dagli Arizona Cardinals. Debuttò come professionista subentrando nel primo turno contro i Detroit Lions. La sua stagione da rookie si concluse con 7 presenze, nessuna delle quali come titolare.

### Atlanta Falcons
Il 31 marzo 2023 Miles firmò un contratto di un anno con gli Atlanta Falcons.

### New York Giants
Il 17 ottobre 2023 Miles firmò con i New York Giants.